# Anastácio
Anastácio is een gemeente in de Braziliaanse deelstaat Mato Grosso do Sul. De gemeente telt 23.047 inwoners (schatting 2009).
De gemeente grenst aan Aquidauana, Bonito, Dois Irmãos do Buriti, Miranda, Maracajú en Nioaque.